# Programy Krajowe
Programy Krajowe – programy, za których realizację i zarządzanie odpowiada Ministerstwo Infrastruktury i Rozwoju
W ramach Polityki Spójności przygotowanej przez Komisję Europejską na lata 2014–2020, zostało opracowane 6 programów krajowych (5 i jeden ponadregionalny przeznaczony dla Polski Wschodniej), których zasięg działania będzie obejmował obszar całego kraju.
Dokumentem, który ściśle określa założenia i cele, realizowane w ramach tych programów, jest Umowa Partnerstwa, która stanowi kontrakt z Komisją Europejską, w którym państwa członkowskie Unii Europejskiej, wskazują sposób, w jaki planują osiągnąć swoje cele rozwojowe przy wykorzystaniu funduszy unijnych.

## Beneficjenci
Każdy Krajowy Program Operacyjny na ściśle określonych beneficjentów (odbiorców), którzy mają możliwość przygotowania i złożenia projektu w celu uzyskania dofinansowania.
Działanie to głównie skierowane jest do nowych firm, które mają szansę rozpocząć działalność. Jednak firmy już istniejące, również będą mogły korzystać z tej dotacji, ponieważ jednym z celów Polityki Spójności 2014–2020 jest tworzenie i rozwój firm w Polsce.

## Wyszczególnienie programów
- Program Operacyjny Infrastruktura i Środowisko – ochrona środowiska, transport, bezpieczeństwo energetyczne itp.
- Program Operacyjny Inteligentny Rozwój – edukacja, badania naukowe, innowacje i społeczeństwo cyfrowe.
- Program Operacyjny Wiedza, Edukacja, Rozwój – wsparcie jakości, skuteczności i otwartości wyższego szkolnictwa w Polsce.
- Program Operacyjny Polska Wschodnia – zwiększenie konkurencyjności wschodniej części Polski.
- Program Operacyjny Polska Cyfrowa – poprawa jakości życia poprzez cyfryzację.
- Program Operacyjny Pomoc Techniczna – poprawa możliwości administracyjnych, stworzenie systemów monitorowania i oceny, wspieranie działań informacyjnych, komunikacyjnych i promocyjnych.

## Cel
Do głównych celów, które są wyznaczone dla programów krajowych, są rozwój i wsparcie kierowane do gospodarki w Polsce.

## Podział budżetu
- PO Infrastruktura i Środowisko – 24,2 mld euro
- PO Inteligentny Rozwój – ok. 7,6 mld euro
- PO Wiedza, Edukacja, Rozwój – ok. 3,2 mld euro
- PO Polska Cyfrowa – ok. 1,9 mld euro
- PO Polska Wschodnia – 2 mld euro
- PO Pomoc Techniczna – ok. 0,6 mld euro